# Gran Premio di Cina 2017
Il Gran Premio di Cina 2017 è stata la seconda prova della stagione 2017 del campionato mondiale di Formula 1. Corsa domenica 9 aprile 2017 sul circuito di Shanghai, è stata vinta dal britannico Lewis Hamilton su Mercedes, al suo cinquantaquattresimo successo nel mondiale. Hamilton ha preceduto sul traguardo il tedesco Sebastian Vettel su Ferrari e l'olandese Max Verstappen su Red Bull Racing-TAG Heuer.
Lewis Hamilton ha realizzato il suo terzo Grand Chelem della carriera in F1, con pole position, giro veloce in gara, vittoria, con comando della gara per tutta la sua durata.

## Vigilia

### Sviluppi futuri
Si tiene il 31 marzo una riunione, promossa dalla Federazione Internazionale dell'Automobile, a cui sono invitate tutte le case che forniscono motori alle monoposto di F1, al fine di valutare l'evoluzione del regolamento tecnico, a partire dal 2021. Alla riunione partecipa anche il gruppo Volkswagen, rappresentato da Stefano Domenicali, oltre che la Ilmor, la Cosworth e l'Alfa Romeo. La riunione auspica che i motori, adottati dal 2021, siano più semplici e meno costosi da produrre, con un suono più potente.
Viene annunciato che l'edizione 2017 del Gran Premio della Malesia sarà l'ultima in programma nel calendario iridato. Il contratto tra gli organizzatori della gara e quelli del mondiale sarebbe scaduto dopo l'edizione 2018, ma le parti hanno deciso di chiudere il rapporto in anticipo.
La Sauber esclude la possibilità, già in corso di stagione, di passare dai motori Ferrari a quelli di un altro fornitore, segnatamente la Honda.

### Aspetti tecnici
Per questo gran premio la Pirelli offre la scelta tra gomme di mescola media, morbida e supermorbida. Per le prime gare del campionato, fino al Gran Premio di Spagna, le allocazioni delle gomme, per mescole, saranno identiche, e decise dal fornitore.
La Federazione stabilisce due zone dove i piloti possono attivare il Drag Reduction System, confermando quelle della stagione 2015 e 2016: il rettifilo dei box, con punto per la determinazione del distacco fra piloti posto all'ultima curva, e sul lungo rettilineo tra le curve 13 e 14, con detection point stabilito alla curva 12.

### Aspetti sportivi
A differenza del calendario 2016, la gara in Cina è anticipata rispetto a quella in Bahrein.
Da questa stagione, l'azienda produttrice di birra Heineken sponsorizza, oltre al Gran Premio d'Italia, anche quello di Cina.
Dopo aver saltato il precedente Gran Premio d'Australia, per problemi fisici, il pilota tedesco Pascal Wehrlein non ritorna al volante della Sauber; l'italiano Antonio Giovinazzi sostituisce ancora il tedesco, anche se, almeno inizialmente era stato annunciato che Wehrlein avrebbe ripreso il suo posto, almeno nelle prove libere del venerdì.
Mika Salo è nominato commissario aggiunto per la gara. L'ex pilota di F1 ha svolto già in passato tale funzione, l'ultima al Gran Premio del Brasile 2016.

## Prove

### Resoconto
La prima sessione del venerdì è martoriata dalla pioggia, tanto da essere interrotta, per ben due volte con bandiera rossa. La sessione è stata infine interrotta anzitempo, in quanto l'elicottero medico sarebbe stato impossibilitato ad alzarsi in volo. Il più rapido della sessione è stato comunque Max Verstappen, seguito dalle due Williams. Solo 14 piloti hanno fatto segnare un tempo valido, mentre si sono registrati diversi testacoda. Le avverse condizioni meteorologiche non permettono l'operatività all'elicottero medico nel pomeriggio, tanto che la seconda sessione di prove libere non viene disputata. Viste le previsioni, era stata ipotizzata l'opportunità che le qualifiche e la gara si concentrassero tutte e due nella giornata del sabato; tale proposta è stata poi respinta.
La sessione di libere del sabato mattina vede il duo della Scuderia Ferrari Sebastian Vettel e Kimi Räikkönen ai primi due posti della classifica, col finlandese staccato di soli 53 millesimi. Vettel ha anche ottenuto il record della pista. A seguire vi sono i due piloti della Mercedes, che si sono fortemente concentrati sullo studio delle diverse mescole delle gomme, per la gara. Valtteri Bottas, terzo, ha svolto la sessione, in gran parte, senza l'appendice denominata T wing, volata via dalla monoposto, in piena velocità. La scuderia ha deciso, per consentire al pilota di svolgere il più alto numero di giri possibili, di non procedere alla sostituzione dello strumento.

### Risultati
Nella prima sessione del venerdì si è avuta questa situazione:
| Pos | Nº | Pilota         | Costruttore               | Tempo    | Gap    | Giri |
| --- | -- | -------------- | ------------------------- | -------- | ------ | ---- |
| 1   | 33 | Max Verstappen | Red Bull Racing-TAG Heuer | 1'50"491 |        | 4    |
| 2   | 19 | Felipe Massa   | Williams-Mercedes         | 1'52"086 | +1"595 | 7    |
| 3   | 18 | Lance Stroll   | Williams-Mercedes         | 1'52"507 | +2"016 | 7    |

Nella sessione del sabato si è avuta questa situazione:
| Pos | Nº | Pilota           | Costruttore | Tempo    | Gap    | Giri |
| --- | -- | ---------------- | ----------- | -------- | ------ | ---- |
| 1   | 5  | Sebastian Vettel | Ferrari     | 1'33"336 |        | 20   |
| 2   | 7  | Kimi Räikkönen   | Ferrari     | 1'33"389 | +0"053 | 19   |
| 3   | 77 | Valtteri Bottas  | Mercedes    | 1'33"707 | +0"371 | 26   |

## Qualifiche

### Resoconto
La sessione di qualifica si effettua senza la pioggia. Nei primi minuti della prima fese, Romain Grosjean, vittima di una foratura, va in testacoda all'ultima curva, e sfiora il muretto a bordo pista: la vettura è salva, e il francese può rientrare ai box. Chi soffre problemi tecnici più gravi è Max Verstappen, che non riesce a far marcare dei tempi validi. In altro della graduatoria, invece, Sebastian Vettel si pone al comando davanti alle due Mercedes, prima che anche l'altro ferrarista, Kimi Räikkönen, si interponga tra i due piloti del team tedesco.
Negli ultimi istanti della sessione, Antonio Giovinazzi, in lotta per l'accesso alla fase seguente, esce di pista, e sbatte contro le barriere, violentemente; la sessione è interrotta, e non più ripresa. Vengono eliminati Stoffel Vandoorne, Romain Grosjean (penalizzato dall'incidente dell'italiano, mentre stava per concludere un giro che avrebbe potuto consentirgli di entrare nella seconda fase), Max Verstappen, Jolyon Palmer ed Esteban Ocon.
La seconda fase riprende dopo un quarto d'ora d'interruzione, necessario affinché i commissari di pista possano pulire il tracciato, dopo l'incidente di Giovinazzi. Il pilota italiano della Sauber non potrà prendere parte alla Q2, in quanto la sua vettura non è riparabile. Anche nella seconda fase i piloti di Ferrari e Mercedes lottano per i primi 4 posti, mentre gli altri conduttori sono relegati a più di un secondo. Hamilton decide di non completare, fino al termine, la seconda fase, mentre i due piloti del team italiano provano anche negli ultimi minuti della Q2, al fine di testare gli pneumatici da usare nella fase decisiva per la pole position. Gli ultimi istanti della sessione consentono a Nico Hülkenberg di scalare tra i qualificati alla Q3, mentre vengono eliminati Carlos Sainz Jr., Kevin Magnussen, Fernando Alonso, e i due della Sauber.
In Q3 Lewis Hamilton si pone subito in testa, precedendo di tre decimi Valtteri Bottas e di sette Kimi Räikkönen. Al termine del suo primo tentativo, Vettel è secondo, a due decimi dal vicecampione del mondo.
Col secondo, e ultimo tentativo, Hamilton si migliora, così come Bottas, che è ora secondo, fino all'arrivo di Vettel, che batte il finlandese della Mercedes per un millesimo. Le prime due file sono identiche a quelle del Gran Premio d'Australia. Ricciardo è quinto, a un secondo e mezzo dal poleman. Lewis Hamilton conquista la sua sesta pole position consecutiva, la sessantatreesima in totale. Al termine delle qualifiche Jolyon Palmer e Romain Grosjean sono stati penalizzati di 5 posizioni sulla griglia di partenza e di tre punti sulla Superlicenza per non aver rispettato le bandiere gialle in Q1, mentre Antonio Giovinazzi subisce la stessa penalizzazione, ma per la sostituzione del cambio.

### Risultati
Nella sessione di qualifica si è avuta questa situazione:
| Pos                         | Nº | Pilota             | Costruttore               | Q1       | Q2          | Q3       | Griglia |
| --------------------------- | -- | ------------------ | ------------------------- | -------- | ----------- | -------- | ------- |
| 1                           | 44 | Lewis Hamilton     | Mercedes                  | 1'33"333 | 1'32"406    | 1'31"678 | 1       |
| 2                           | 5  | Sebastian Vettel   | Ferrari                   | 1'33"078 | 1'32"391    | 1'31"864 | 2       |
| 3                           | 77 | Valtteri Bottas    | Mercedes                  | 1'33"684 | 1'32"552    | 1'31"865 | 3       |
| 4                           | 7  | Kimi Räikkönen     | Ferrari                   | 1'33"341 | 1'32"181    | 1'32"140 | 4       |
| 5                           | 3  | Daniel Ricciardo   | Red Bull Racing-TAG Heuer | 1'34"041 | 1'33"546    | 1'33"033 | 5       |
| 6                           | 19 | Felipe Massa       | Williams-Mercedes         | 1'34"205 | 1'33"759    | 1'33"507 | 6       |
| 7                           | 27 | Nico Hülkenberg    | Renault                   | 1'34"453 | 1'33"636    | 1'33"580 | 7       |
| 8                           | 11 | Sergio Pérez       | Force India-Mercedes      | 1'34"657 | 1'33"920    | 1'33"706 | 8       |
| 9                           | 26 | Daniil Kvjat       | Toro Rosso                | 1'34"440 | 1'34"034    | 1'33"719 | 9       |
| 10                          | 18 | Lance Stroll       | Williams-Mercedes         | 1'33"986 | 1'34"090    | 1'34"220 | 10      |
| 11                          | 55 | Carlos Sainz Jr.   | Toro Rosso                | 1'34"567 | 1'34"150    | N.D.     | 11      |
| 12                          | 20 | Kevin Magnussen    | Haas-Ferrari              | 1'34"942 | 1'34"164    | N.D.     | 12      |
| 13                          | 14 | Fernando Alonso    | McLaren-Honda             | 1'34"499 | 1'34"372    | N.D.     | 13      |
| 14                          | 9  | Marcus Ericsson    | Sauber-Ferrari            | 1'34"892 | 1'35"046    | N.D.     | 14      |
| 15                          | 36 | Antonio Giovinazzi | Sauber-Ferrari            | 1'34"963 | senza tempo | N.D.     | 18      |
| 16                          | 2  | Stoffel Vandoorne  | McLaren-Honda             | 1'35"023 | N.D.        | N.D.     | 15      |
| 17                          | 8  | Romain Grosjean    | Haas-Ferrari              | 1'35"223 | N.D.        | N.D.     | 19      |
| 18                          | 30 | Jolyon Palmer      | Renault                   | 1'35"279 | N.D.        | N.D.     | 20      |
| 19                          | 33 | Max Verstappen     | Red Bull Racing-TAG Heuer | 1'35"433 | N.D.        | N.D.     | 16      |
| 20                          | 31 | Esteban Ocon       | Force India-Mercedes      | 1'35"496 | N.D.        | N.D.     | 17      |
| Tempo limite 107%: 1'39"593 |    |                    |                           |          |             |          |         |

In grassetto sono indicate le migliori prestazioni in Q1, Q2 e Q3.

## Gara

### Resoconto
La partenza avviene su pista umida, tanto che tutti i piloti, a eccezione di Carlos Sainz Jr. adottano gomme da bagnato intermedio. Al termine del giro di schieramento, Jolyon Palmer va direttamente ai box, per montare gomme da asciutto.
Alla partenza Lewis Hamilton si pone subito al comando, seguito da Sebastian Vettel, dal compagno di team Valtteri Bottas e da Kimi Räikkönen, che duella con Daniel Ricciardo. Dietro Lance Stroll finisce nella ghiaia, spinto da una Force India. La direzione di gara impone la Virtual Safety Car. Molti piloti approfittano della situazione per cambiare gli pneumatici: rimangono in pista le due Mercedes, così come Räikkönen e Ricciardo.
Successivamente Antonio Giovinazzi rovina la sua gara contro la barriera, dopo l'ultima curva, poco dopo un lungo, nella stessa curva, del suo compagno di team, Marcus Ericsson. In questo caso viene deciso l'utilizzo della Safety Car, con le vetture che sfilano nella corsia dei box: anche in questo caso molti sfruttano la pausa forzata della gara per cambiare gli pneumatici.
All'ottavo giro riprende la gara: Lewis Hamilton precede Daniel Ricciardo e Max Verstappen, che era partito sedicesimo. Seguono le due Ferrari, poi Carlos Sainz Jr., Fernando Alonso, Sergio Pérez e Kevin Magnussen. Bottas è undicesimo, autore di un testacoda.
Al giro 11 Verstappen passa Ricciardo, mentre l'australiano riesce a difendersi, nei giri seguenti, da Kimi Räikkönen, che lamenta problemi al propulsore. La situazione rimane inalterata, fino al giro 20: qui Sebastian Vettel passa il compagno di scuderia e, due giri dopo, anche Ricciardo. La rimonta del tedesco prosegue al giro 28, quando sfrutta un errore di Verstappen, scalando secondo. L'olandese va ai box, con una gomma rovinata, e scende in sesta posizione, dietro anche Bottas.
Al trentatreesimo giro Max Verstappen passa Valtteri Bottas ed è quinto. Nei giri successivi effettuano la sosta tutti gli altri battistrada: Verstappen guadagna così un'altra posizione, su Ricciardo. Al giro 40 sosta anche per Räikkönen, che rientra dietro le due Red Bull Racing e Sainz. Il ferrarista passa lo spagnolo nel giro successivo. Al quarantaquattresimo giro Bottas sorpassa Sainz, ed è sesto.
Lewis Hamilton vince, per la cinquantaquattresima volta nel mondiale, conquistando il suo terzo Grand Chelem, con pole position, giro più veloce, vittoria, e gran premio comandato per tutta la sua lunghezza. Hamilton ha ottenuto il podio numero 106 nel mondiale, raggiungendo così, nella classifica di tutti i tempi, Alain Prost.

### Risultati
I risultati del Gran Premio sono i seguenti:
| Pos | Nº | Pilota             | Costruttore               | Giri | Tempo/Ritiro            | Griglia | Punti |
| --- | -- | ------------------ | ------------------------- | ---- | ----------------------- | ------- | ----- |
| 1   | 44 | Lewis Hamilton     | Mercedes                  | 56   | 1h37'36"158             | 1       | 25    |
| 2   | 5  | Sebastian Vettel   | Ferrari                   | 56   | +6"250                  | 2       | 18    |
| 3   | 33 | Max Verstappen     | Red Bull Racing-TAG Heuer | 56   | +45"192                 | 16      | 15    |
| 4   | 3  | Daniel Ricciardo   | Red Bull Racing-TAG Heuer | 56   | +46"035                 | 5       | 12    |
| 5   | 7  | Kimi Räikkönen     | Ferrari                   | 56   | +48"076                 | 4       | 10    |
| 6   | 77 | Valtteri Bottas    | Mercedes                  | 56   | +48"808                 | 3       | 8     |
| 7   | 55 | Carlos Sainz Jr.   | Toro Rosso                | 56   | +1'12"893               | 11      | 6     |
| 8   | 20 | Kevin Magnussen    | Haas-Ferrari              | 55   | +1 giro                 | 12      | 4     |
| 9   | 11 | Sergio Pérez       | Force India-Mercedes      | 55   | +1 giro                 | 8       | 2     |
| 10  | 31 | Esteban Ocon       | Force India-Mercedes      | 55   | +1 giro                 | 17      | 1     |
| 11  | 8  | Romain Grosjean    | Haas-Ferrari              | 55   | +1 giro                 | 19      |       |
| 12  | 27 | Nico Hülkenberg    | Renault                   | 55   | +1 giro                 | 5       |       |
| 13  | 30 | Jolyon Palmer      | Renault                   | 55   | +1 giro                 | 20      |       |
| 14  | 19 | Felipe Massa       | Williams-Mercedes         | 55   | +1 giro                 | 6       |       |
| 15  | 9  | Marcus Ericsson    | Sauber-Ferrari            | 55   | +1 giro                 | 14      |       |
| Rit | 14 | Fernando Alonso    | McLaren-Honda             | 33   | Albero motore           | 13      |       |
| Rit | 26 | Daniil Kvjat       | Toro Rosso                | 18   | Problemi idraulici      | 9       |       |
| Rit | 2  | Stoffel Vandoorne  | McLaren-Honda             | 17   | Pressione della benzina | 15      |       |
| Rit | 36 | Antonio Giovinazzi | Sauber-Ferrari            | 3    | Incidente               | 18      |       |
| Rit | 18 | Lance Stroll       | Williams-Mercedes         | 0    | Collisione con S.Perez  | 10      |       |

## Classifiche mondiali

### Piloti
| Pos | Pilota           | Punti |
| --- | ---------------- | ----- |
| 1   | Sebastian Vettel | 43    |
| 2   | Lewis Hamilton   | 43    |
| 3   | Max Verstappen   | 25    |
| 4   | Valtteri Bottas  | 23    |
| 5   | Kimi Räikkönen   | 22    |
| 6   | Daniel Ricciardo | 12    |
| 7   | Carlos Sainz Jr. | 10    |
| 8   | Felipe Massa     | 8     |
| 9   | Sergio Pérez     | 8     |
| 10  | Kevin Magnussen  | 4     |
| 11  | Daniil Kvjat     | 2     |
| 12  | Esteban Ocon     | 2     |

### Costruttori
| Pos | Costruttore          | Punti |
| --- | -------------------- | ----- |
| 1   | Mercedes             | 66    |
| 2   | Ferrari              | 65    |
| 3   | Red Bull-TAG Heuer   | 37    |
| 4   | Toro Rosso           | 12    |
| 5   | Force India-Mercedes | 10    |
| 6   | Williams-Mercedes    | 8     |
| 7   | Haas-Ferrari         | 4     |

## Decisioni della FIA
Nico Hulkenberg, oltre alle due penalità di cinque e dieci secondi comminategli in gara, viene punito con una sottrazione di quattro punti sulla Superlicenza prima per aver superato Romain Grosjean in regime di Virtual Safety Car e poi per aver scavalcato Marcus Ericsson durante la presenza in pista della Safety Car.